# Jaden Newman
Jaden Newman és una jugadora de bàsquet amateur americana que juga a Prodigy Prep a Orlando (Florida). Va néixer el 13 de juny del 2004. Actualment mesura 1,65 i pesa 58 kg i és jugadora dels Downey Christian School la seva actual universitat. Juga amb el dorsal número 1 i a la posició de base.

## Infància
Va créixer a Orlando, Florida, junt amb el seu germà Julian Newman actual jugador dels Downey Christian School com ella i amb els seus pares Jamie Newman i Vivian Newman.
Seguint els passos del seu germà Julian, Jaden és un prodigi del bàsquet. Tant ella com el seu germà són coneguts per ser el noi i la noia més joves a superar la marca de 1.000 punts en la seva carrera en el nivell més alt del bàsquet d'escola secundària.També com va fer el seu pare amb el seu germà la va entrenar molt estrictament.

## Carrera universitària

### Universitat
Però Newman no és com d'altres estudiants de primer curs. Per a començar, ella està molt lluny de la seva primera temporada a la categoria. Ella es va adaptar per primera vegada a l'equip de Downey Christian als 8 anys. Newman dominava la competició durant uns quants anys al YMCA local, i això era suficient per al seu pare, Jamie, que també és l'entrenador de Downey Christian.
Al principi no va ser suficient per a Jaden; va reconèixer que tenia por quan el seu pare va proposar per primera vegada la idea. Els seus nous companys d'equip, inicialment, eren escèptics, va dir: "Les altres noies no sabien que jo era bona en el bàsquet, i eren com:" Aquesta noia va a formar part de l'equip? "Però després que em veiessin jugar i entrenar, era com: "Guau, és bona".
És segur dir que el joc se li fa fàcil aprendre. Newman va assolir una mitjana de més de 15 punts per partit a cinquè curs, més de 30 a sisè i setè i més de 45 l'any passat a vuitè. El gener de 2018, va anotar 70 punts en un partit, empatant un rècord nacional amb 17 golejadors.
"Sabia que tenia molts [de punts]", va dir, "probablement 50, però no sabia que en tenia 70. … Durant el partit, hi va haver algunes persones:" Un altre, un més! " , No sabia de què parlaven.” Preguntat sobre com se sentia fer 70 punts en un rodatge millor que el 60 per cent, Newman va dir: “Em sembla bé, com si estigués en el moment i et sentis ja estàs calent, simplement continues disparant ... el partit em venia a mi. "
"Continua disparant" podria ser el lema oficial de Newman. El secret del seu èxit no és gens glamurós, només hores i hores de pràctica amb el seu pare i el seu germà gran, Julian, que és jove a Downey Christian. Cada germà realitza 500 tirs diaris, des de diversos punts de la pista. També fan entrenaments de força i condicionament al matí amb el pare. Per damunt de tot això, Julian i Jaden en algun moment tenen temps per jugar un 1x1. Jaden em va dir que “en guanya alguns. Vaig dir que "fins i tot", però el mes passat, en un vídeo amb Julian de la sèrie de documentals "No Days Off" de Whistle sobre joves esportistes extraordinaris, va aparèixer el costat competitiu de Jaden. Julian Newman, el seu germà, creu que la va guanyar més vegades.
El gol de Jaden és el que surt de la pàgina, però al llarg de la seva carrera professional, la guàrdia puntual també ha millorat millor que set assistències, cinc robos i quatre rebots per partit. Ella va admetre que pot ser frustrant quan la gent se centra només en la seva puntuació. Ella i el seu pare treballen estrictament en tots els aspectes del seu joc . “Puc fer-ho tot. ... Sé bàsquet i sé fer una bona defensa, aconseguir robatoris durs i passar la pilota.”
Els entrenadors universitaris han tingut en compte els talents de Jaden. Va rebre la seva primera oferta de beques als nou anys de la Universitat de Miami (Florida). "Vaig pensar que estava en un somni o alguna cosa", va dir en rebre l'oferta. “Però va ser real, i després vam anar al campus i vam fer un tomb i coses, i vam veure el gimnàs. Va ser divertit.” Des d'aleshores, ha rebut moltes ofertes més, però no té pressa per prendre una decisió. Ella crida a UConn la seva "escola de somnis" i s'encaminarà perquè els Huskies guanyin el seu 12è campionat NCAA el mes que ve a Tampa.
Les habilitats de bàsquet de Jaden també han generat atenció des dels principals mitjans de comunicació i populars. Va aparèixer a "The Queen Latifah Show" com a quarta classe i la sèrie "Sense dies fora" a YouTube aquest any. Però la seva aparició preferida va ser en un comercial de Foot Locker als 10 anys, en què va vèncer Stephen Curry en un concurs de tirs de 3 punts. Va dir que la reacció de Curry a la pèrdua va ser "xoc”. No crec que sabés que podia tirar així.
Newman va dir que ben aviat a la seva carrera, es va subestimar, cosa que té sentit, donada la seva jove edat i estatura curta. Però la seva actuació a la pista i el comercial de Foot Locker van assegurar que aquesta paraula acabaria sortint. "Ara, la majoria de gent sap qui sóc", va dir, tot explicant com de vegades es reconeix quan es troba en un restaurant o una bolera amb els seus amics. "De vegades vull que ningú sàpiga qui era", va dir l'atenció. "Però m'agrada la majoria de les vegades."
Amb tres temporades completes per jugar al bàsquet de secundària, Newman li queda molt per fer abans de marxar a la universitat i, segurament, a la WNBA. "Els meus objectius per a la resta de la temporada [són] només seguir treballant molt i seguir guanyant i anotant molts punts i potser, amb sort, establir el rècord de [single game] nacional per als tres", em va dir. Malgrat el seu domini en el nivell de secundària, no és cap que es deixi veure amb vista a la universitat. “Cada any, la competència ... cada vegada és més competitiva. És divertit per a mi. M’encanta jugar a bàsquet de secundària. ”També li agrada jugar amb el seu pare, que l'ha entrenat durant tota la seva carrera.
Tot i que, abans de dirigir-se a la universitat que ha triat, hauria d'haver revisat la llista de clubs, com a mínim . "Mai he estat a un partit de WNBA", em va dir. "Vull anar a un. ... Seria fantàstic. "
Gairebé tan impressionant com jugar en un, és a dir.

### Estadístiques partits
Jaden Newman a la temporada 2013-14, quant estava fent el 5é curs va tenir una mitjana de 15.1 punts per partit, al final de la temporada era l'any 2014-15 va millorar bastant la seva mitja i contant que encara estava a 5é, i la seva mitja de PPP(punts per partit) va ser de 31.3 punts, en la temporada 2015-16 que estava a 6é va tenir una mitjana de 38,7 PPP i en la última temporada la 2017-18 que estava a 8é va tenir una mitjana de 45.1 PPP. Fins i tot en la última temporada va arribar a ficar 70 punts.

## Vida Personal
Com moltes noies que creixen jugant a bàsquet, Jaden Newman, des de 14 anys, somia jugar a UConn.
L'estudiant de primer any de Downey Christian School, a Orlando, s'imagina el seu joc fora de l'antiga guàrdia de Huskies i l'actual estrella de la WNBA, Diana Taurasi. Malgrat estar només 5’2”, a Newman també li agrada veure a 6’4” Breanna Stewart, una altra antiga Husky, a la WNBA.
La estrella del basquetbol va començar a jugar a bàsquet femení en el tercer grau de l'escola Cristina Downey